# فينتشنزو لومباردو
فينتشنزو لومباردو (بالإيطالية: Vincenzo Lombardo)‏ هو منافس ألعاب قوى إيطالي، ولد في 21 يناير 1932 في سانتو ستيفانو دي كاماسترا في إيطاليا، وتوفي في 1 ديسمبر 2007 في ميلانو في إيطاليا.

## وصلات خارجية
- فينتشنزو لومباردو على موقع اللجنة الأولمبية الدولية (الإنجليزية)
- فينتشنزو لومباردو على موقع أوليمبيديا (الإنجليزية)